# Amphistomus complanatus
Amphistomus complanatus là một loài bọ cánh cứng trong họ Bọ hung (Scarabaeidae).